# Auryn
Auryn és un grup espanyol d'estil pop-britànic format el gener del 2009, actualment separat temporalment.

## Història
El seu àlbum debut, Endless Road, 7058, va sortir a la venda de forma independent dia 18 d'octubre de 2011, i es va situar entre els primers llocs dels àlbums més venuts a Espanya. (Promusicae), entrant al número #12 en la seva primera setmana. A més dels membres de la banda, els compositors dels temes del seu àlbum foren: Ruth Lorenzo, Virginia Labuat, Belén Arjona i Zahara Avalats pel seu èxit del seu primer àlbum, fitxa per la multinacional de Warner Music Spain Warner Music Spain i treuen la reedició del seu àlbum en format CD+DVD, que entra de cap al número quatre a PROMUSICAE. El 24 de novembre de 2011 foren els teloners de The Wanted al Palacio de Vistalegre de Madrid.

## Premis i candidatures
- Destino Eurovisión (2011): Segons classificats.
- Disc de l'any (2011): AURYN és elegit per més d'1.000.000 usuaris com el millor disc de l'any de 2011 en la categoria d'àlbum novel dels premis Disc de l'any 2011 de TVE1 i van actuar a la gala que se celebrà a La 1 dia 27 de desembre de 2011.[5]
- Habbo (2011): Guanyadors dels premis Habboritos 2011.
- Neox Fan Awards (2012): Millor grup espanyol[6]
- El dia 24 de gener AURYN es fa amb el premi "Millor artista nacional revelació" a la gala dels Premis de 40 Principales.
- MTV Europe Music Awards (2013): Best Spanish Act

## Discografia
- 2011: Endless Road, 7058
- 2013: ANTI-HEROES
- 2014: Circus Avenue
- 2015: Circus Avenue Night